# Goalcontrol
GoalControl är ett mållinjeteknik-system som används inom fotboll. Via ett datorprogram registreras bollen position och systemet signalerar till matchens domare om bollen passerat mållinjen. Systemet kan genom återuppspelning på TV visualisera en bolls bana och läge i förhållande till mållinjen. Systemet fungerar som officiellt hjälpmedel godkänt av internationella fotbollsförbundet Fifa för att objektivt avgöra annars tveksamma domslut enligt samma principer som traditionella målfoton. GoalControl är utvecklat av det tyska företaget GoalControl GmbH och blev det fjärde mållinjeteknik-systemet att godkännas av Fifa i april 2013.
Fifa har beslutat att system skall provas ut vid Fifa Confederations Cup 2013 som spelas den 15-30 juni 2013 och om allt fungerar till belåtenhet kommer det att användas fullt ut vid Världsmästerskapet i fotboll 2014. 

## Teknik
Systemet, som benämns GoalControl-4D, är ett tyskt system och var det fjärde systemet att godkännas av FIFA. Systemet är liksom Hawk-Eye-systemet baserat på principen med triangulering och höghastighetskameror.
GoalControl-4D systemet innefattar 14 höghastighetskameror som är utplacerade runt spelplanen och fokuserade på de båda målen. Bollens position är kontinuerligt och automatiskt fastställd i tre dimensioner när den närmar sig målburen. Om bollen passerar mållinjen så detekterar systemets dator detta och sänder inom en sekund en signal till domaren som bär en mottagare i form av ett armbandsur. Systemet lagrar kontinuerligt all data så att bollens position vid behov kan spelas upp under, eller efter, en match på TV-skärmar i stadium, eller för TV-tittare.

## Användningsområden

### Fotboll
Den 5 juli 2012 beslutade fotbollens regelorgan International Football Association Board att godkänna användandet av tekniken. GoalControl är för närvarande ett av fyra principgodkända system.
Den 2 april 2013 godkändes GoalControl-systemet och Fifa meddelade att de har beslutat att system kommer att provas ut vid Fifa Confederations Cup 2013 i Brasilien den 15-30 juni 2013 och om allt fungerar till belåtenhet kommer det då att användas vid Världsmästerskapet i fotboll 2014.